# Sozialversicherungen (Schweiz)
Ausgaben für Sozialversicherungen in der Schweiz im 2021:
Die Sozialversicherungen sind in der Schweiz die wichtigste Institution der sozialen Sicherung. Sie sind überwiegend eine obligatorische Versicherung, für die Bewohner besteht also oft eine Versicherungspflicht. Zu den Sozialversicherungen gehören u. a. die Alters- und Hinterlassenenversicherung, die Arbeitslosenversicherung (ALV), die Berufliche Vorsorge (BVG), Familienzulagen, die Krankenversicherung (KV), die Militärversicherung (MV), Mutterschaftsversicherung (MV) (seit 2005 integriert in die EO) und die Unfallversicherung (UV).

## „Drei-Säulen-System“
Das „Drei Säulen-System“ kombiniert Elemente der obligatorischen Alters- und Hinterlassenen- (AHV) und Invalidenversicherung (IV), ihrer Ergänzungsleistungen (EL) sowie der Erwerbsersatzordnung (EO) zum Ausgleich des Erwerbsausfalls von berufstätigen Müttern im Mutterschutz, Soldaten und Zivilschutz- und Zivildienstleistenden mit der freiwilligen privaten Vorsorge.

## Verfassungsrechtliche Grundlagen
Die Grundlagen der Sozialversicherung finden sich in Art. 111 bis 114 sowie Art. 116 und 117 der Schweizerischen Bundesverfassung.
In Art. 111 wird das „Drei-Säulen-System“ festgelegt, das den Aufbau der Alters-, Hinterlassenen- und Invalidenvorsorge regelt. In Art. 112 findet sich die Grundlage für die Alters-, Hinterlassenen- und Invalidenversicherung, in Art. 113 diejenige der Beruflichen Vorsorge. Art. 114 regelt die Grundlage der Arbeitslosenversicherung, in Art. 116 werden Bestimmungen für die Familienzulagen und die Mutterschaftsversicherung aufgestellt. In Art. 117 wird schliesslich die Kranken- und Unfallversicherung verfassungsrechtlich geregelt.
Die Alters- und Hinterlassenenversicherung (AHV) bildet zusammen mit der Invalidenversicherung (IV) und den Ergänzungsleistungen die erste – staatliche – Säule des schweizerischen Dreisäulensystems und dient der angemessenen Sicherung des Existenzbedarfs.

## Finanzierung
Finanziert wird die Sozialversicherung meistens durch Lohnabzüge. Der Arbeitgeber zieht die Beiträge für die Sozialversicherung vom Lohn ab. Die Beiträge sind am Einkommen orientiert. Sie werden „paritätisch“, also jeweils zur Hälfte von Arbeitgebern und Arbeitnehmern getragen. Einzige Ausnahme bildet die Krankenversicherung, wo einkommensunabhängige Kopfprämien bezahlt werden. Hinzu kommen ausserdem Beiträge der öffentlichen Hand, so werden beispielsweise die AHV/IV zu 5 % aus der Tabaksteuer finanziert.

## Einzelne Arten der Sozialversicherung

### Alters- und Hinterlassenenversicherung
Die Alters- und Hinterlassenenversicherung (AHV) soll den Existenzbedarf bei Wegfall des Erwerbseinkommens infolge von Alter oder Tod des Versorgers oder der Versorgerin decken. Mit den Altersrenten trägt die AHV dazu bei, den Versicherten im Alter den Rückzug aus dem Berufsleben zu ermöglichen und einen materiell gesicherten Ruhestand zu gewährleisten. Die Leistungen ergeben sich aus den Beiträgen und der Beitragsdauer.
Erwerbstätige Personen in der Schweiz, die nicht jünger als 18 Jahre sind, müssen Beiträge (zurzeit 4,35 % bei Angestellten, max. 9,95 % bei Selbständigen) von ihrem Einkommen an die AHV entrichten.

### Arbeitslosenversicherung
Alle, die arbeitslos sind oder die wegen schlechten Wetters nicht arbeiten können, und auch für solche, deren Arbeitgeber zahlungsunfähig ist, haben Anspruch auf Leistungen der Arbeitslosenversicherung (ALV).
Alle in der AHV beitragspflichtigen Arbeitnehmenden und ihre Arbeitgebenden müssen Beiträge (zurzeit je 1,1 %) an die ALV leisten.

### Berufliche Vorsorge
Die Berufliche Vorsorge (BV) soll, zusammen mit der AHV und der IV, die «Fortsetzung der gewohnten Lebenshaltung in angemessener Weise» ermöglichen (Art. 113 Abs. 2 Bst. a BV). Alle Erwerbstätigen sind obligatorisch versichert.
Zurzeit gelten folgende Beitragssätze:
- 25- bis 34-Jährigen sind es 7 % Abzug vom Einkommen
- 35- bis 44-Jährigen sind es 10 % Abzug vom Einkommen
- 45- bis 54-Jährigen sind es 15 % Abzug vom Einkommen
- 55- bis 65-Jährigen sind es 18 % Abzug vom Einkommen

### Ergänzungsleistungen zu AHV und IV
Ergänzungsleistungen (EL) dienen der Existenzsicherung, wenn AHV und IV-Renten nicht ausreichen.

### Erwerbsersatz bei Militär, Zivildienst und Mutterschaft
Alle in der Schweiz erwerbstätigen Personen, die in der Schweiz oder im Ausland wohnen, haben Anspruch auf Erwerbsausfallentschädigungen (EO).
Erwerbstätige Personen in der Schweiz ab 18 Jahren müssen Beiträge von ihrem Lohn (zurzeit 0,15 %) an die EO entrichten.

### Invalidenversicherung
Auch die Invalidenversicherung (IV) ist obligatorisch entsprechend der AHV. Jeder, der in der Schweiz wohnt oder erwerbstätig ist, ist IV versichert. Um von der IV Leistungen zu erhalten, muss man sich bei der IV-Stelle des Wohnorts anmelden. Danach wird abgeklärt welche Leistungen den Versicherten zustehen.
Beiträge vom Lohn (zurzeit 0,7 %) an die IV müssen alle erwerbstätigen Personen in der Schweiz, die nicht jünger als 18 Jahre sind, entrichten.

### Krankenversicherung
Die Krankenversicherung gewährt allen in der Schweiz lebenden Personen eine umfassende medizinische Versorgung und stellt medizinische Behandlung sicher. Alle in der Schweiz wohnhaften Personen müssen von Gesetzes wegen eine Krankenversicherung abschliessen.
Bei Problemen mit der Krankenkasse gewährt die Ombudstelle der sozialen Krankenversicherung Beratung und Vermittlung.

### Unfallversicherung
Versicherte haben Anspruch auf Leistung bei: Berufsunfällen, Nichtberufsunfällen und Berufskrankheiten. Alle in der Schweiz beschäftigten Arbeitnehmenden sind obligatorisch unfallversichert.
Berufsbranchen mit höheren Risiken werden dabei durch die Schweizerische Unfallversicherungsanstalt (Suva) versichert (vgl. Art. 66 UVG). Andere Branchen müssen bei privaten Versicherern die obligatorischen Leistungen versichern.